# Герарди, Борис Андреевич
Борис Андреевич Герарди (1870—1919) — начальник дворцовой полиции.

## Биография
Родился 19 (31) марта 1870 года; был православного вероисповедания. После окончания Кутаисской классической гимназии поступил в июле 1888 года в Тифлисское пехотное юнкерское училище. Окончил училище в 1891 году по 1-му разряду и был произведён в офицеры 77-го пехотного Тенгинского полка: подпоручик (ст. 01.09.1890); поручик (ст. 01.09.1894).
В январе 1898 года был переведён в Отдельный корпус жандармов; с 13 января прикомандирован к московскому губернскому жандармскому управлению.
С 18 июля 1902 года переведён в Третье отделение и 14 октября поступил в распоряжение Санкт-Петербургского градоначальника. С 16 октября 1903 года был помощником начальника Санкт-Петербургского охранного отделения.
В апреле 1905 года поступил в распоряжение дворцового коменданта и 1 мая 1905 года был назначен начальником дворцовой полиции: подполковник (пр. 1905; ст. 06.12.1905; за отличие); полковник (пр. 1907; ст. 06.12.1907; за отличие).
Награды и отличия:
- орден Св. Владимира 4-й ст. (1900);
- орден Св. Владимира 3-й ст. (06.12.1910);
- Подарок с вензелевым изображением Имени Его Имп. Величества (доп. к ВП 06.05.1915).
- Высочайшая благодарность: (ВП 06.12.1916; за особые труды по обстоятельствам, вызванным войной).

В 1913 году, после смерти дворцового коменданта Дедюлина, императрица попыталась сместить Герарди с его поста, однако новый дворцовый комендант Воейков отстоял его.
Был женат и имел двоих детей.
По свидетельству генерал-майора А. И. Спиридовича, который называл Герарди «выдающимся офицером», в 1918 году он был взят в заложники и затем расстрелян (13.09.1919) в Петрограде.